# 西北高地
57°30′N 5°0′W / 57.500°N 5.000°W

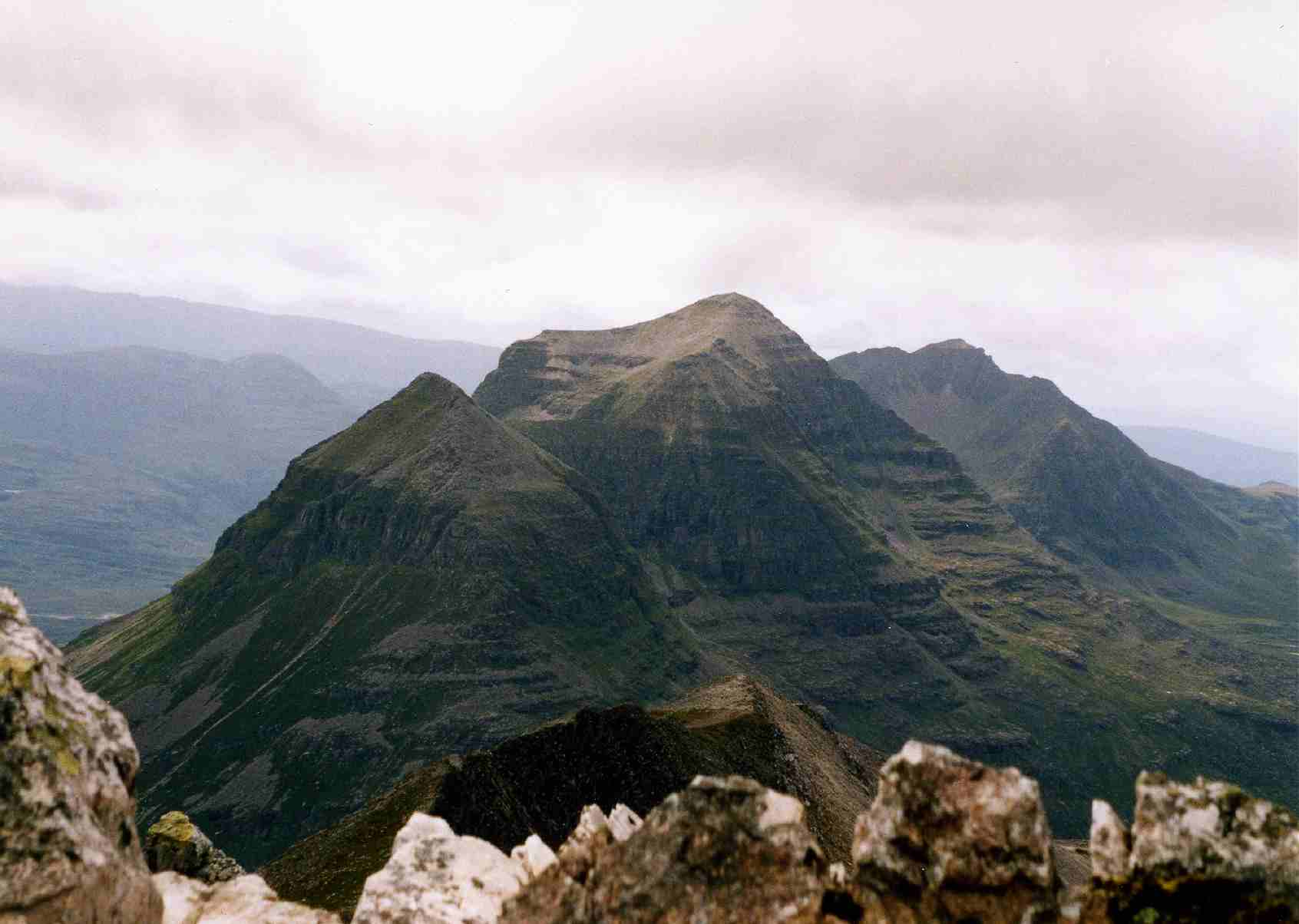

西北高地（Northwest Highlands）位於蘇格蘭西北部，佔蘇格蘭總面積的約三分之一。西北高地和格蘭扁山脈的分界線是大峽谷。該地區最大的兩個城鎮是印威內斯和威廉堡。該地區雖然緯度較高，但由於墨西哥暖流的影響，氣候較為溫暖。

## 外部連結
- NW Highlands